# Offenbach (groupe)
Pour les articles homonymes, voir Offenbach (homonymie).
 (avril 2011).
Si vous disposez d'ouvrages ou d'articles de référence ou si vous connaissez des sites web de qualité traitant du thème abordé ici, merci de compléter l'article en donnant les références utiles à sa vérifiabilité et en les liant à la section « Notes et références ».
Offenbach est un groupe de rock et blues québécois, originaire de Saint-Jean-sur-Richelieu, qui fut très populaire durant son existence, de 1969 à 1985. Il sera reformé à plusieurs reprises avec des musiciens différents au cours des années.
Les succès du groupe se retrouvent principalement sur sept albums : Tabarnac (1974), Offenbach (1977), Traversion (1979), En Fusion (1980), Coup de Foudre!! (1981), Tonnedebrick (1983), et finalement Rockorama (1985). Avant de se séparer en 1985, le groupe donne ses deux derniers concerts sur les scènes du Colisée de Québec et du Forum de Montréal. Après qu'il a entrepris une carrière solo en publiant son album Rendez-vous doux en 1988, le chanteur Gerry Boulet est mort le 18 juillet 1990, des suites d'un cancer. Le groupe se reforme en 1997-1998, avec Martin Deschamps à titre de chanteur. Il réenregistre alors les anciens succès du groupe en 2005, en version acoustique sur l'album Nature.

## Historique

### Formation
Né d’une série de formations des années 60 (Double Tones, Twistin Vampires, Fabulous Kernels, Kernels, 7e Invention, Granpa et cie, Bucket Of Blues), Offenbach adopte définitivement son nom en 1971 après avoir été connu sous différents alias, dont Les Gants blancs et Offenbach Pop Opera. À sa création, le groupe est formé de Gérald «Gerry» Boulet, Jean «Johnny» Gravel, Michel «Willy» Lamothe et Denis «Le Vieux» Boulet. 
Par l’intermédiaire de leur nouveau gérant, Lucien Ménard, le groupe rencontre Pierre Harel (cinéaste et musicien) qui désire écrire des textes en français. En 1971, il devient membre du groupe, en tant que chanteur et auteur.

### Les années 1970 - l'ascension
Au départ inspiré par les groupes britanniques de blues rock comme Cream et Deep Purple. Offenbach propose un mélange de reprises et de compositions originales. Leur premier album, Offenbach Soap Opera parut le 20 Juillet 1972 comprend déjà des morceaux qui deviendront cultes, comme Faut que j’me pousse et Câline de blues. 
Malgré ces deux futurs succès, Denis Boulet quitte le groupe et est aussitôt remplacé par Roger "Wézo" Belval à la batterie. Un an plus tard, ils sortent Saint-Chrone de néant, enregistré le 30 Novembre 1972 lors d’une messe des morts à l’Oratoire Saint-Joseph devant 3000 personnes. Un disque marginal, faisant suite à l’idée de Pierre Harel de composer une messe des morts, proposant un mélange de rock, de  chants grégorien et de chants liturgiques.
Le groupe travaille ensuite, en 1973, sur la musique de Bulldozer (film) de Pierre Harel, qui contient "Câline de doux blues" sur laquelle Gerry joue du saxophone absent sur la première version, "Faut que j'me pousse" et "Ah Comme on s'ennuie". Offenbach entreprend ensuite une tournée européenne à la demande du cinéaste français Claude Faraldo qui leur propose de les filmer quotidiennement afin d’en faire un film qui sera éventuellement présenté en France. Tabarnac, le troisième album du groupe, est directement tiré du tournage de ce documentaire. Malgré le manque d’intérêt envers le film, le disque remporte un certain succès grâce aux chansons L’hymne à l’amour de la môme Piaf, Promenade sur Mars et Ma patrie est à terre.
1974 coïncide avec le départ de Pierre Harel, qui continue malgré tout à écrire des textes pour le groupe jusqu'en 1977. Toujours en Europe, le groupe revient au Québec en 1975, pour ensuite s’exiler à Toronto afin de produire leur premier album anglophone. Never Too Tender, qui sortira en 1976 année de l'élection du Parti Québécois, s’avère être un échec commercial, malgré la géniale chanson "Edgar". Album très mal reçu dans un Québec plus que jamais souverainiste, il permettra malgré tout au groupe de se produire au Canada anglais.
Malgré la discorde régnant dans le groupe, le septième disque, Offenbach voit le jour en 1977. Enregistré au Québec, il contient d’excellentes compositions (La voix que j'ai écrite par le poète Gilbert Langevin, Chu' un rocker (adaptation d'une chanson de Chuck Berry, I'm a rocker) et Le blues me guette). Malgré un vif intérêt du public, Michel Lamothe et Roger Belval quittent le groupe pour rejoindre Pierre Harel et former le groupe Corbeau. Plusieurs musiciens, dont Jean Millaire (qui rejoindra lui aussi Corbeau), Norman Kerr et Doug McCaskill, graviteront autour de l’univers d’Offenbach entre 1977 et 1978. On rapatriera alors deux Ontariens, Breen LeBoeuf (à la basse et au chant) et John McGale (à la guitare et au saxophone) pour combler les deux postes vacants. Pierre Lavoie remplace Wézo à la batterie pour une courte période.
Aidé par le parolier Pierre Huet, collaborateur de Beau Dommage qui compose huit des dix chansons, le disque Traversion d’Offenbach est sorti en 1979. Grâce à des pièces telles que Ayoye, dont les paroles sont d'André St-Denis, Je chante comme un coyote, Deux autres bières  et Mes blues passent pu dans porte chantée par Breen Lebœuf, le groupe atteint la consécration du public et de l’industrie musicale, remportant le Félix de l’album rock de l’année au premier gala de l’ADISQ. Pour la première fois depuis le départ de Harel, le groupe comporte deux chanteurs avec la présence de Breen LeBoeuf.
Cette même année, ayant rencontré Vic Vogel et son groupe lors de l’enregistrement de Traversion, le groupe et Vogel concoctent un projet jazz/rock nommé Offenbach En Fusion. Il est enregistré en spectacle les 30 et 31 mars 1979, au théâtre Saint-Denis. Il deviendra le premier disque d’or du groupe. Bob Harrison remplace Lavoie à la batterie.

### Les années 1980 - Vers la séparation
Offenbach devient, le 3 avril 1980, le premier groupe québécois à se produire au célèbre Forum de Montréal devant une foule de 10,000 personnes. Suivent une tournée en France et un spectacle à la Place des Nations de Montréal avec Chuck Berry. Depuis son arrivée dans le groupe, John McGale s’impose peu à peu en tant que compositeur. L’album Rock Bottom, deuxième album anglophone du groupe, voit le jour. Sorti simultanément en France et au Québec, cet album passera complètement inaperçu.
Malgré cet échec, McGale ne s’avoue pas vaincu et reprend l’écriture, seul ou en compagnie de Breen LeBoeuf. Il compose la musique de cinq des dix chansons du nouvel album Coup de foudre, qui sortira en 1981. Enregistré dans un édifice désaffecté afin d’obtenir un son “live”, cet album est bien reçu par la critique musicale. Malgré le peu de succès radiophonique, il connaît du succès auprès des admirateurs du groupe.
Comme à chaque nouvel album, le groupe part en tournée à travers le Québec, cette fois-ci en compagnie de Garolou et de Zachary Richard. La tournée se terminera le 4 juin, au Forum, en compagnie de Joe Cocker.
L’année 1982 amène son lot de changements pour le groupe: le remplacement de leur gérant et le recrutement de Pat Martel comme batteur. À la fin de cette même année, Offenbach se retrouve à Québec pour créer un nouveau disque. L’enregistrement deviendra un marathon de 22 jours et le disque s'intitulera "Tonnedebrick". John McGale compose huit des dix chansons, tandis que Gerry Boulet, ayant la tête à un album solo, n’en compose qu’une seule. Malgré des ventes décevantes, le groupe se retrouve encore une fois sur la route, en compagnie de Plume Latraverse. La tournée se termine le 17 septembre 1983 par l’enregistrement, au Forum de Montréal, de l’album live À fond d'train avec Pierre Flynn, ex-claviériste-chanteur du groupe Octobre, qui jouera durant les performances de Plume.
Au cours de 1984, Gerry Boulet sort son premier album solo, "Presque 40 ans de blues", et Offenbach est plus ou moins mort. Le groupe entre toutefois au Studio Multisons en 1985 pour enregistrer ce qui deviendra leur dernier album original "Rockorama". En collaboration avec Michel Rivard, l’album contiendra quelques succès dont Seulement qu'une aventure et La louve.
Après la tournée la plus courte de leur histoire, seulement deux spectacles (un à Québec et l’autre à Montréal), Offenbach donne son spectacle d’adieu le 1er novembre au Forum. On enregistre l'album "Le dernier show" devant une foule en délire lors de cet ultime spectacle. Ce dernier opus permettra au groupe d’obtenir un autre Félix pour le « Spectacle rock de l’année ». Un DVD de ce spectacle sera disponible quelques années plus tard dans le coffret "L'Ultime Offenbach" (2 CD + 1 DVD (L'intégrale du dernier show d'offenbach au Forum le 1er novembre 1985).
Entre 1979 et 1987, le groupe remporte cinq Félix au gala de l’ADISQ, dont celui d'« Album rock de l’année » pour "Traversion" en 1979, deux en 1980 pour « Spectacle de l'année » avec "Offenbach au Forum" et « Disque rock de l'année » avec "Offenbach en fusion" et, finalement, en 1986 pour « Spectacle de l'année/Musique et Chansons Rock » avec "Le dernier show".

### Après la séparation
En 1986, Gerry Boulet entreprend une tournée solo.
En 1987, enregistrement de la chanson Café Rimbaud. La même année, il assure la réalisation artistique et les arrangements sur l'album Les gitans reviennent toujours de Lucien Francoeur. Il enregistre son deuxième album solo, Rendez-vous doux, en 1988, en plus de faire une tournée de promotion. Gerry Boulet meurt d'un cancer le 18 juillet 1990, âgé de 44 ans.
Entre 1987 et 1991, Johnny Gravel joue au sein du groupe Patriotes. En 2002 il enregistre un album hommage à Félix Leclerc, L'Alouette en colère avec Pierre Harel et ses vieux potes Michel Lamothe et Roger Belval.
John McGale, Breen LeBoeuf et Jerry Mercer, batteur du groupe canadien (April Wine), forment un trio, le Buzz Band, et enregistrent un album en 1990. Ils se produisent en spectacle tout en continuant leurs projets solo.
Breen participe à la tournée Incognito de Céline Dion, en 1987 et 1988. Durant les années suivantes, il enregistre trois albums solo : De ville en aventure, L'âme nue, J'avance. Il collabore aussi à divers projets, dont la musique du film J'en suis! avec Dan Bigras, à la comédie musicale Chicago, en plus d'accompagner Nanette Workman et Jimmy James dans la revue "Mississippi" au casino de Montréal. Il participe à de nombreux duos avec plusieurs artistes du Québec, dont Martin Deschamps et Marie-Chantal Toupin. Depuis 2007, il remplace Jimmy Clench au sein du groupe April Wine.
John McGale collabore avec de nombreux artistes, tant en studio qu'en spectacle: Jano Bergeron, Jerry Mercer, Nanette Workman, Lime, Favorite Nation, Dan Bigras, ses anciens collègues Gerry Boulet et Breen LeBoeuf, Simon Fauteux, Chloé Sainte-Marie, Dawn Tyler Watson, Bob Walsh, Lulu Hughes, Marie Carmen, Isabelle Boulay, Shawn Phillips, Jim Zeller, Éric Lapointe, Nathasha St-Pierre, Steve Hill, France D'Amour, Jeff Smallwood, Angel Forest, Kim Richardson, Martin Deschamps et Melissa Auf Der Maur. John McGale a enregistré trois albums avec Toyo : Symbiose, Blood Brothers, Front Porch Light. En solo, il a produit Bootleg, Friends of the Devil et Bridges.
C'est John McGale qui s'est occupé de la direction artistique de l'album "Nature" et c'est également lui qui a eu l'idée d'un album hommage à Offenbach avec onze des plus belles voix féminines du Québec, "Les Jalouses du Blues", et qui en assume la direction.
En 1992, le répertoire du groupe est réédité en disques compacts sur les coffrets 1-3-5 et 2-4-6.
Depuis 2008, la compagnie de disque québécoise Musique ProgresSon Inc a eu pour projet de rééditer l'intégrale de la discographie du groupe. Ainsi, "Saint-Chrone de Néant - L'intéral du spectacle" "Bulldozer", "Tabarnac", "Offenbach" sont disponibles à une nouvelle génération.
En 2014, les fans du groupe Offenbach pourront remercier le guitariste John McGale d'avoir fait son grand ménage l'an dernier, puisque l'exercice aura permis de mettre la main sur l'enregistrement d'un spectacle mythique donné à Montreux, en Suisse, en 1980 qui vient d'être gravé pour la première fois CD "Offenbach - Live à Montreux 1980" 
En 2015 est sortie "Bacon" le nouvel album double «Live» de la tournée de 1982.

### La reformation du groupe
1997-98 : Les 3 membres restant du groupe se réunissent, avec Martin Deschamps comme chanteur, Jacques Harrisson aux claviers et Christian Lajoie à la batterie, pour entreprendre une tournée à travers le Québec de près de 2 ans. De cette tournée, viendra l’idée de réenregistrer les succès du groupe version 2005 qui se retrouvent sur l’album "Nature".
2001 : Johnny Gravel, Breen LeBoeuf, et John McGale décident de faire 2 spectacles (Trois-Rivières et Québec), formule en fusion avec section de cuivres, accompagnés de Justin Boulet au chant, Michel Chalse à l'orgue, et Bob St-Laurent à la batterie.
2002 : Pierre Harel revient dans le décor, avec comme projet de faire revivre le spectacle de l'Oratoire St-Joseph, "la Messe des Morts où les sonorités du groupe se mêlent aux chants liturgiques en grégorien". Double événement, car en plus de la messe des défunts, on assiste à une fusion que personne ne croyait possible; celle des deux formations qui ont le plus marqué l'histoire du groupe; Pierre Harel, Michel (Willie) Lamothe, Roger (Wézo) Belval, avec Johnny Gravel, Breen LeBoeuf, et John McGale, le tout accompagné de Michel Bessette, et Bob (Ti-Bob) Champoux de Corbach.
2005 : En compagnie de Martin Deschamps (voix), Bernard Quessy (orgue), et Bob St-Laurent (batterie), Johnny, Breen et John s'offrent le Centre Bell avec Michel Pagliaro et April Wine. Il s'ensuit une tournée des festivals au Québec, accompagnée de Vic Vogel et son Big Band pour faire revivre l'événement de 1979 "En Fusion".
2007 : Breen quitte pour April Wine, Martin retourne à sa carrière solo, mais l'aventure se poursuit avec le batteur Bob Saint-Laurent qui devient la nouvelle voix du groupe et avec Robby Bolduc comme bassiste. La dernière mouture du groupe effectue une tournée estivale à travers la province.
2013:  Michel Landry prend sa place derrière la batterie à la suite du départ de Bob St-Laurent  à la fin de novembre 2011. Jeune mais plein de talent, il assume aussi le rôle de chanteur. Il est un exemple modèle de la relève fulgurante qui suivra.
2014: Johnny Gravel décide de se retirer de la tournée à 65 ans. Il demeure quand même un membre du groupe en tant qu'actionnaire d'Offenbach Inc. Il est remplacé en tournée par George Papafilys. Robby Bolduc quitte le groupe pour exercer le rôle de papa à temps plein. Michel prend aussi un an de pause pour des raisons personnelles. Ces artistes sont remplacés par Domenic Romanelli à la basse et Jerry Mercer qui revient à la batterie. Justin Boulet fait aussi un retour dans le groupe pour remplacer les voix manquantes de Michel et Robby en tant qu'invité spécial, mais ne reviendra pas en 2015.
2015 : Ghislain Robidas prend sa place en tant que chanteur principal au sein du groupe. Michel est aussi de retour derrière la batterie. Quelques spectacles sont donnés durant la saison estivale.
2016: Le groupe joue l'album "Traversion" dans son intégralité lors de ses spectacles.
2017:John McGale, seul membre original d'Offenbach Inc, annonce à l'automne 2017 que le groupe Offenbach va lancer, un nouvel album au début de 2018, 33 ans après la sortie du dernier album "Rockorama". Offenbach n’est pas mort. La légendaire formation est toujours active, mais sous une tout autre forme, depuis quatre ans, avec le chanteur Ghislain Robidas, le bassiste Domenic Romanelli, le claviériste Éric Sauvé, le batteur Michel Landry et John McGale, qui est devenu membre d’Offenbach en 1978. .
L’idée de s’attaquer à de nouvelles chansons et à un nouvel album a été lancée, il y a quelques années, par le guitariste Johnny Gravel, alors qu’il faisait toujours partie du groupe. Johnny Gravel était tanné de jouer Câline de blues, ça faisait tout près de 50 ans qu’il jouait cette pièce et souhaitait qu'Offenbach travaille sur de nouvelles chansons selon John McGale, lors de l'annonce du nouvel album.
2018: Offenbach sort son nouvel album "Renaissance", disponible partout en numérique et en magasin le 4 mai. Le premier single "Côté Rock & Roll" arrive sur toutes les plateformes numériques le 2 mars. La formation québécoise, avec le guitariste John McGale aux commandes, proposera de la nouvelle musique et se lancera, par la suite, dans une tournée qui pourrait aller jusqu’à une quarantaine de spectacles.

### Héritage
Aux côtés d’Harmonium et de Beau Dommage, Offenbach demeure un monument au Québec, fort d’une carrière de 45 ans depuis la sortie du premier disque, il a su se forger une horde d’admirateurs grâce à des textes brillants et à une musique tantôt blues, tantôt rock and roll et tantôt progressive.

## Récompenses
1979: Disque rock de l’année (Traversion), prix Félix
1980: Groupe de l’année, prix Félix
, Album rock de l’année (Offenbach en fusion), prix Félix,
Spectacle de l’année, prix Félix
1986: Spectacle rock de l’année, prix Félix
2004: Prix Les Classiques de la SOCAN (Câline de blues), SOCAN
2015: Intronisation (Câline de blues), Panthéon des auteurs et compositeurs canadiens

## Discographie
Albums studio
| Titre                | Sortie           | Classements | Classements | Certifications |
| Titre                | Sortie           | QC          | FR          | Certifications |
| -------------------- | ---------------- | ----------- | ----------- | -------------- |
| Offenbach Soap Opera | 20 Juillet 1972  | -           | -           | -              |
| Never Too Tender     | 30 Novembre 1976 | -           | -           | -              |
| Offenbach            | 12 Avril 1977    | 18          | -           | CAN : Or       |
| Traversion           | Mars 1979        | 2           | -           | -              |
| Rock Bottom          | Décembre 1980    | -           | 73          | -              |
| Coup de Foudre!!     | Juillet 1981     | 5           | -           | -              |
| Tonnedebrick         | 22 Mars 1983     | 1           | -           | -              |
| Rockorama            | 22 Mai 1985      | 7           | -           | -              |
| Nature               | 2005             | 11          | -           | -              |
| Renaissance          | 2018             | -           | -           | -              |

Albums en concert
| Titre                 | Sortie          | Classements | Classements | Certifications |
| Titre                 | Sortie          | QC          | FR          | Certifications |
| --------------------- | --------------- | ----------- | ----------- | -------------- |
| Saint-Chrone de Néant | 20 Mars 1973    | -           | -           | -              |
| En Fusion             | 12 Février 1980 | 1           | 97          | CAN : Or       |
| À Fond d'Train        | Janvier 1984    | 21          | -           | -              |
| Le Dernier Show       | 18 Février 1986 | 7           | -           | -              |
| Live à Montreux       | 2014            | 48          | -           | -              |
| Bacon                 | 2016            | 44          | -           | -              |

Bandes Originales de film
| Titre     | Sortie          | Classements | Classements | Certifications |
| Titre     | Sortie          | QC          | FR          | Certifications |
| --------- | --------------- | ----------- | ----------- | -------------- |
| Bulldozer | 14 Février 1974 | -           | -           | -              |
| Tabarnac  | 4 Novembre 1975 | 5           | 91          | CAN : Silver   |

Singles
| Face A                       | Face B                          | Sortie | Classements | Classements | Album                 |
| Face A                       | Face B                          | Sortie | QC          | FR          | Album                 |
| ---------------------------- | ------------------------------- | ------ | ----------- | ----------- | --------------------- |
| Câline de Doux Blues         | Faut Que J'me Pousse            | 1972   | -           | -           | Offenbach Soap Opera  |
| Dies Irae                    | Domine Jesu Christe             | 1973   | -           | -           | Saint-Chrone de Néant |
| Memento                      | Requiem                         | 1973   | -           | -           | Saint-Chrone de Néant |
| Habitant d'Chien Blanc       | Câline de Doux Blues            | 1973   | -           | -           | Tabarnac              |
| Québec Rock                  | Ma Patrie Est À Terre           | 1974   | 49          | -           | Tabarnac              |
| High Down                    | High Down (mono)                | 1976   | -           | -           | Never Too Tender      |
| Sad Song                     | Sad Song (mono)                 | 1976   | -           | -           | Never Too Tender      |
| Never Too Tender             | Running Away                    | 1976   | -           | -           | Never Too Tender      |
| Chu Un Rocker                | Chu Un Rocker (mono)            | 1977   | 32          | -           | Offenbach             |
| La Voix Que J'ai             | Le Condamné à Mort              | 1977   | 29          | -           | Offenbach             |
| Bye Bye                      | Ayoye                           | 1978   | 18          | -           | Traversion            |
| Je Chante Comme Un Coyote    | Mes Blues Passent Pu Dans Porte | 1979   | 21          | -           | Traversion            |
| Câline de Blues              | Le Blues Me Guette              | 1979   | 12          | -           | En Fusion             |
| Rock Bottom                  | High Down                       | 1980   | -           | -           | Rock Bottom           |
| Strange Time                 | Georgia On My Mind              | 1980   | -           | -           | Rock Bottom           |
| Ride, Ride, Ride             | Someone On The Line             | 1980   | -           | -           | Rock Bottom           |
| Ouv' Moé Ta Porte            | Poison Rouge                    | 1981   | 29          | -           | Coup de Foudre!!      |
| Le Bar Salon des Deux Toxons | Palais des Glaces               | 1981   | 54          | -           | Coup de Foudre!!      |
| Rock de V'lours              | Pourquoi Mourir d'Amour         | 1981   | 21          | -           | Coup de Foudre!!      |
| Prends Pas Tout Mon Amour    | Le Juge et l'Assassin           | 1983   | 24          | -           | Tonnedebrick          |
| Zimbabwe                     | Fais-Toi Une Idée               | 1983   | -           | -           | Tonnedebrick          |
| Seulement Qu'une Aventure    | Cœur en Frimas                  | 1985   | 4           | -           | Rockorama             |
| La Louve                     | Le Diable Vert                  | 1985   | 23          | -           | Rockorama             |

Compilations
| Titre                                 | Sortie | Classements | Classements | Enregistré | Certifications |
| Titre                                 | Sortie | QC          | FR          | Enregistré | Certifications |
| ------------------------------------- | ------ | ----------- | ----------- | ---------- | -------------- |
| Les Grands Succès Barclay Vol. 20     | 1975   | -           | 95          | 1971-1973  | -              |
| C'était Plus Qu'une Aventure          | 1989   | 27          | -           | 1978-1985  | CAN : Or       |
| Offenbach 1-3-5                       | 1992   | 35          | -           | 1965-1985  | CAN : Or       |
| Offenbach 2-4-6                       | 1992   | 13          | -           | 1972-1985  | -              |
| Les Incontournables : Rock de V'lours | 1995   | -           | -           | 1978-1985  | -              |
| Les Incontournables : Blues           | 1996   | 37          | -           | 1978-1985  | -              |
| Les Incontournables : Rock            | 1997   | -           | -           | 1978-1985  | -              |
| Les Incontournables : En Fusion       | 1998   | -           | -           | 1979-1980  | -              |
| Les 20 Plus Grands Succès             | 1999   | 11          | -           | 1978-1985  | CAN : Or       |
| Les Plus Grands Succès Vol.2          | 2002   | 36          | -           | 1978-1985  | -              |
| L'Ultime Offenbach                    | 2007   | 8           | -           | 1978-1985  | -              |
| Les Jalouses du Blues                 | 2008   | -           | -           | 2008       | -              |
| Câline de 12 Blues                    | 2018   | -           |             |            | -              |

## Liste des membres

### Chant
| Nom              | Période(s)           | Remarques            |
| ---------------- | -------------------- | -------------------- |
| Gerry Boulet     | 1969–1985            | Aussi orgue et piano |
| Pierre Harel     | 1971–1977, 2002      | Aussi parolier       |
| Martin Deschamps | 1997–2001, 2005–2007 |                      |
| Justin Boulet    | 2001                 | Fils de Gerry Boulet |

### Orgue / Piano / Claviers
| Nom                | Période(s) | Remarques                |
| ------------------ | ---------- | ------------------------ |
| Gerry Boulet       | 1969–1985  | Aussi chanteur principal |
| Jacques Harrisson  | 1997–1998  |                          |
| François Globensky | 2001       |                          |
| Michel Chasle      | 2001       |                          |
| Michel Bessette    | 2002       |                          |
| Scott Price        | 2002       |                          |
| Bernard Quessy     | 2005–2013  |                          |

### Batterie
| Nom               | Période(s)      | Remarques             |
| ----------------- | --------------- | --------------------- |
| Denis Boulet      | 1969–1972       | Frère de Gerry Boulet |
| Roger Belval      | 1972–1977, 2002 |                       |
| Pierre Lavoie     | 1977–1979       |                       |
| Pierre Ringuet    | 1978            |                       |
| Bob Harrison      | 1979–1981       |                       |
| Pat Martel        | 1982–1985       |                       |
| Christian Lajoie  | 1997–1998       |                       |
| Bob Saint-Laurent | 2001, 2005–2011 |                       |

### Basse
| Nom            | Période(s)      | Remarques                                               |
| -------------- | --------------- | ------------------------------------------------------- |
| Michel Lamothe | 1969–1977, 2002 |                                                         |
| Norman Kerr    | 1977            |                                                         |
| Breen Leboeuf  | 1978–2008       | Aussi chant                                             |
| Michel Landry  | 2008–présent    | (*non mentionné initialement, mais actif actuellement*) |

### Guitare
| Nom            | Période(s)   | Remarques        |
| -------------- | ------------ | ---------------- |
| Johnny Gravel  | 1969–présent | Membre fondateur |
| Jean Millaire  | 1977         |                  |
| Doug McCaskill | 1978         |                  |
| John McGale    | 1978–2022    |                  |
| Bob Champoux   | 2002         |                  |

## Chronologie des membres

### 2018-2022
- John McGale : guitare, saxophone, flûte, mandoline, banjo, chœurs
- Cory Diabo: guitare
- Ghyslain Robidas: chant, piano, orgue Hammond B3
- Michel Chasles: piano, orgue Hammond B3
- Robby Bolduc: basse
- Michel Landry: batterie, percussions, chœurs

### 2014-2018
- Johnny Gravel : guitare, chœurs
- John McGale : guitare, saxophone, flûte, mandoline, banjo, chœurs
- George Papafilys: guitare
- Ghyslain Robidas: chant, piano, orgue Hammond B3
- Eric Sauvé: piano, orgue Hammond B3
- Domenic Romanelli: basse
- Michel Landry: batterie, percussions, chœurs

### 2012-2013
- Johnny Gravel : guitare
- John Mcgale : guitares, saxophone, flûte traversière, chant
- Bernard Quessy : piano, orgue-B3, piano électrique Wurlitzer
- Michel Landry : batterie, percussions, chant
- Robby Bolduc : basse

#### 2008-2011
- Johnny Gravel : guitare
- John McGale : guitares, sax, chant, flûte, mandoline, banjo
- Bernard Quessy : piano, orgue-B3, Wurlitzer
- Bob Saint-Laurent : batterie, percussions, chant
- Robby Bolduc : basse

#### 2005-2007
- Martin Deschamps : chant, basse
- Johnny Gravel : guitare
- Breen LeBoeuf : basse, chant
- John McGale : guitares, chant, flûte, mandoline, sax,
- Bernard Quessy : piano, B3, Wurlitzer
- Bob Saint-Laurent : batterie, percussions

#### 2002 à l'Oratoire St-Joseph
- Pierre Harel : chant
- Johnny Gravel : guitare
- Breen LeBoeuf : chant
- John McGale : guitares, mandoline, flute, saxophone, chant
- Michel Lamothe : basse, chœurs
- Roger "Wézo" Belval : batterie, percussions
- Michel Bessette : orgue B-3, piano, chœurs
- Bob Champoux : guitares
- Scott Price : piano, synthétiseurs, arrangement

#### 2001
- Justin Boulet : chant
- Johnny Gravel : guitare
- Breen LeBoeuf : basse, chant
- John McGale : guitares, flute, saxophone, chant
- Francois Globensky : orgue B-3, piano
- Michel Chasle : orgue B-3, piano
- Bob Saint-Laurent : batterie, percussions, chant

#### 1997-1998
- Martin Deschamps : chant, basse
- Johnny Gravel : guitare
- Breen LeBoeuf : basse, chant
- John McGale : guitares, flute, sax, chant
- Jacques Harrisson : orgue B-3, piano
- Christian Lajoie : batterie, percussions

#### 1982-1985
Lors de sa séparation en 1985, le groupe était composé de :
- Gerry Boulet : chant, orgue B-3, piano, guitare (1970-1985)
- Johnny Gravel : guitare (1970-1985)
- Breen LeBoeuf : basse, chant (1978-1985)
- John McGale : guitares, synthétiseur, saxophone (1978-1985)
- Pat Martel : batterie, percussions (1982-1985)

#### 1979-1981
- Gerry Boulet : chant, orgue B-3, piano, guitare, saxophone
- Johnny Gravel : guitare
- Breen LeBoeuf : basse, chant
- John McGale : guitares, flute, saxophone, chant
- Bob Harrison : batterie, percussions

#### 1978
- Gerry Boulet : chant, orgue B-3, piano, guitare
- Johnny Gravel : guitare, orgue, voix
- Pierre Lavoie : batterie, percussions
- Pierre Ringuet : batterie, percussions
- Breen LeBoeuf : basse, chant
- John McGale : guitares, flute, saxophone

#### 1974-1977
- Gerry Boulet : chant, orgue B-3, piano, guitare, sax, flute, harmonica
- Johnny Gravel : guitares
- Michel Lamothe : basse, chœurs
- Roger "Wézo" Belval : batterie, percussions

#### 1973
- Pierre Harel : textes, congas
- Gerry Boulet : chant, orgue B-3, piano, guitare
- Johnny Gravel : guitares, orgue
- Michel Lamothe : basse, chœurs
- Roger "Wézo" Belval : batterie, percussions, voix

### Offenbach Soap Opera

#### 1972
- Pierre Harel : textes, congas, voix
- Gerry Boulet : chant, orgue B-3, piano, guitare
- Roger "Wézo" Belval : batterie, percussions
- Johnny Gravel : guitares
- Michel Lamothe : basse, chœurs

#### 1971
- Pierre Harel : textes, congas, voix
- Gerry Boulet : chant, orgue B-3, piano, guitare
- Denis Boulet : batterie, percussions
- Johnny Gravel : guitares
- Michel Lamothe : basse, chœurs

### L'Opera Pop D'Offenbach

#### 1969-1970
- Gerry Boulet : voix, orgue B-3, piano, guitare
- Denis Boulet : batterie, percussions
- Johnny Gravel : guitares
- Michel Lamothe : basse, chœurs

### Musiciens invités
- Stéphane Venne : piano (1972) sur Faut que j'me pousse De l'album Offenbach Soap Opera.
- Marcel Beauchamp: piano (1972) sur Offenbach Soap Opera.
- Pierre Ringuet : batterie (1978) 5 chansons sur Traversion.
- Vic Vogel et le Big Band : albums En fusion (1979) et Rock Bottom (1980).
- Jerry Mercer : batterie (du 2 novembre au 8 décembre 1980).